# Priscillakatakombe

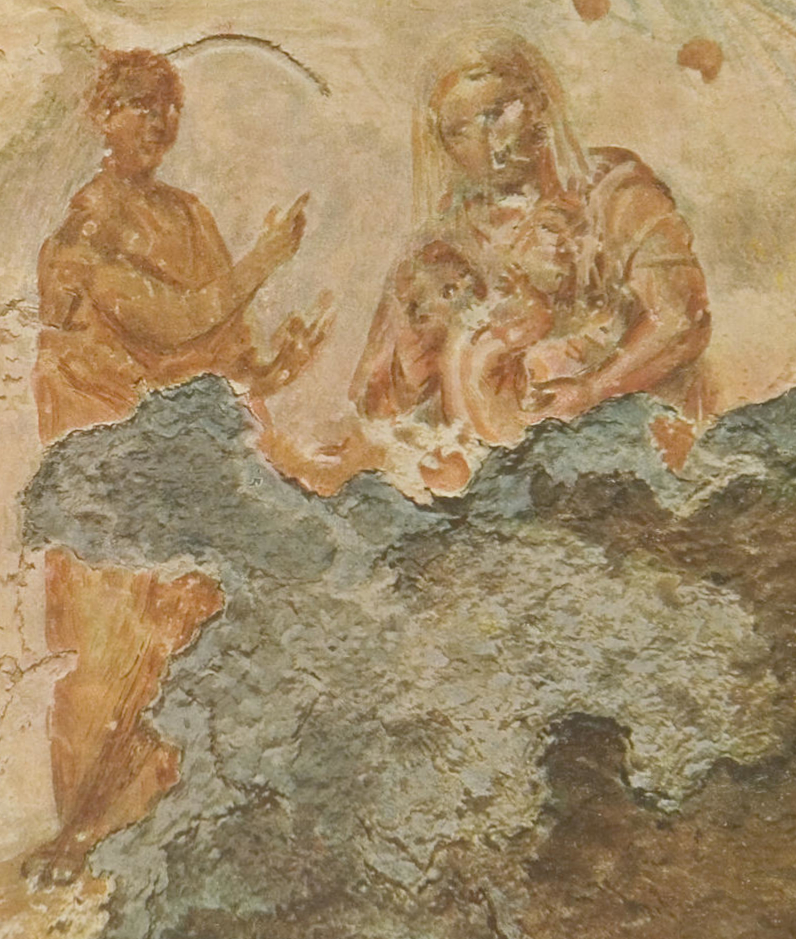
Älteste Darstellung von Maria mit Kind, Prophet Bileam und dem Stern von Betlehem, frühes 3. Jh.

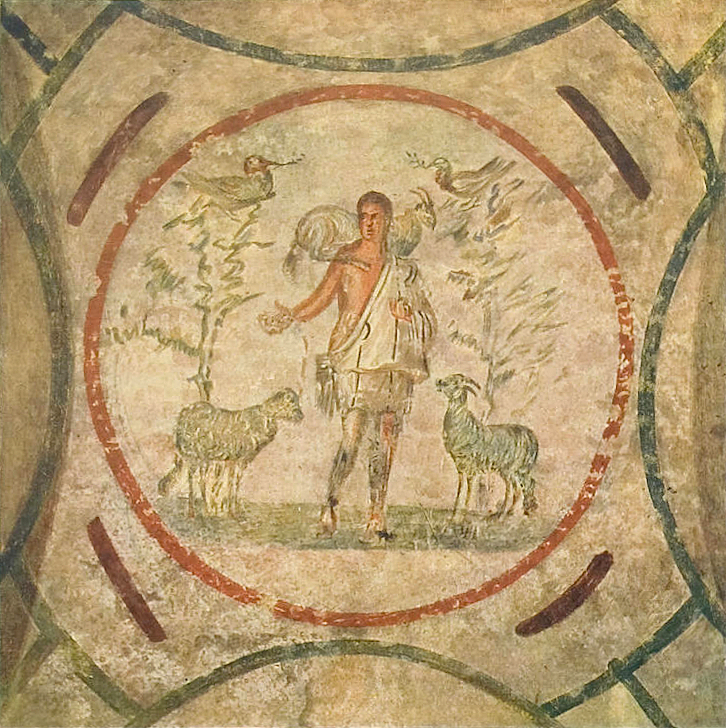
Fresko des Guten Hirten in der Priscillakatakombe

Die Priscillakatakombe (italienisch Catacombe di Priscilla) ist eine archäologische Stätte an der Via Salaria in Rom, die sich in einem Steinbruch aus römischer Zeit befindet. Der Steinbruch wurde vom späten 2. bis zum 4. Jahrhundert für christliche Bestattungen genutzt. Der Überlieferung nach ist diese Katakombe nach der Frau des Konsuls Manius Acilius Glabrio benannt, der zum Christentum übergetreten und auf Befehl Domitians getötet worden sein soll. Einige der Wände und Decken weisen Dekorationen auf, die biblische Szenen darstellen.
Der moderne Eingang zu den Katakomben liegt an der Via Salaria unter den Gebäuden des Benediktinerinnenklosters. Die Katakomben der Priscilla sind in drei Hauptbereiche unterteilt: ein arenarium genannter Bereich ehemaligen Tuffabbaus, eine sogenannte „Kryptoportikus“ (in diesem Fall ein altes und bereits während des Tuffabbaus wiederverwendetes Wasserbassin) und der unterirdische Bestattungsbereich (Hypogäum) der antiken römischen Familie der Acilii Glabriones.

## Dekoration
Die Wandmalereien in dieser Katakombe enthalten Darstellungen von Heiligen und frühchristlichen Symbolen, wie das Gemälde, das von Giovanni Gaetano Bottari 1754 wiedergegeben wurde, auf dem der Gute Hirte mit dem Lamm auf der Schulter und weiteren Lämmern dargestellt ist, mit einem krähenden Hahn in der rechten und linken Hand.
Besonders bemerkenswert ist die „Griechische Kapelle“ (Capella Greca), ein quadratischer Raum mit einem Bogen, der Fresken aus dem 3. Jahrhundert enthält, die allgemein als Szenen aus dem Alten und Neuen Testament interpretiert werden, darunter die Fractio Panis (lat. = Brotbrechen). Über der Apsis befindet sich ein Jüngstes Gericht. Neue und etwas umstrittene Forschungen deuten darauf hin, dass es sich bei den Szenen, die traditionell als die deuterokanonische Geschichte von Susanna (Daniel 13) interpretiert werden, in Wirklichkeit um Szenen aus dem Leben einer angesehenen christlichen Frau aus dem 2. Jahrhundert handeln könnte. In der Nähe befinden sich Figuren der Maria mit Kind und des Propheten Bileam, möglicherweise die älteste bekannte Malerei mit der Darstellung Marias aus dem frühen 3. Jahrhundert./ Maria wird mit Jesus auf dem Schoß gezeigt, und in den Katakomben ist möglicherweise eine Darstellung der Verkündigung zu finden, obwohl letzteres umstritten ist.

## Papstgräber
Da sieben frühe Päpste und zahlreiche Märtyrer auf dem Friedhof begraben sind, wurde dieser in der Antike als „Königin der Katakomben“ bezeichnet. Zwei Päpste wurden in der Priscillakatakombe beigesetzt: Papst Marcellinus (296–304) und Papst Marcellus I. (308–309). Ihr Martyrium wurde in den Bildern dargestellt, die im Auftrag der Päpste Damasus, Siricius, Coelestin und Vigilius angefertigt wurden.
Reliquien der Päpste Silvester I., Stephan I. und Dionysius wurden exhumiert und unter dem Hochaltar von Santi Silvestro e Martino ai Monti im Stadtteil Esquilin in Rom beigesetzt. Papst Sylvester I. wurde wahrscheinlich ursprünglich in San Martino ai Monti beigesetzt, obwohl einige Quellen angeben, dass seine Überreste dorthin überführt wurden. Ein nicht identifizierter päpstlicher Sarkophag, der beim Abriss des alten Petersdoms entdeckt wurde, wurde Sylvester I. zugeschrieben und in die Abtei Nonantola gebracht, in die Nähe des Altars, der die Überreste von Papst Hadrian III. enthält. Andere Quellen beschreiben eine Kombination von Sylvester I. und Vigilius in einem Altar in St. Peter.

## Weitere Reliquien
Die Gebeine der Heiligen Praxedis und Pudentiana befanden sich in der Katakombe, bis sie im 9. Jahrhundert von Papst Paschalis I. in die Kirche Santa Prassede gebracht wurden.
In dieser Katakombe wurden auch die Reliquien der heiligen Philomena gefunden.

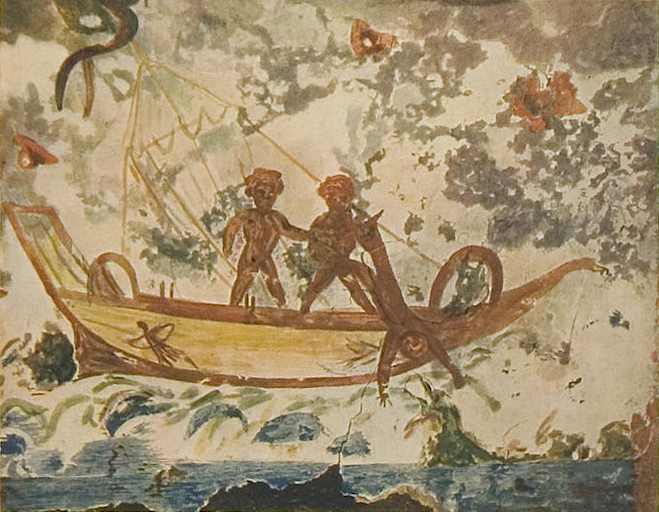
Der Prophet Jona wird ins Meer geworfen
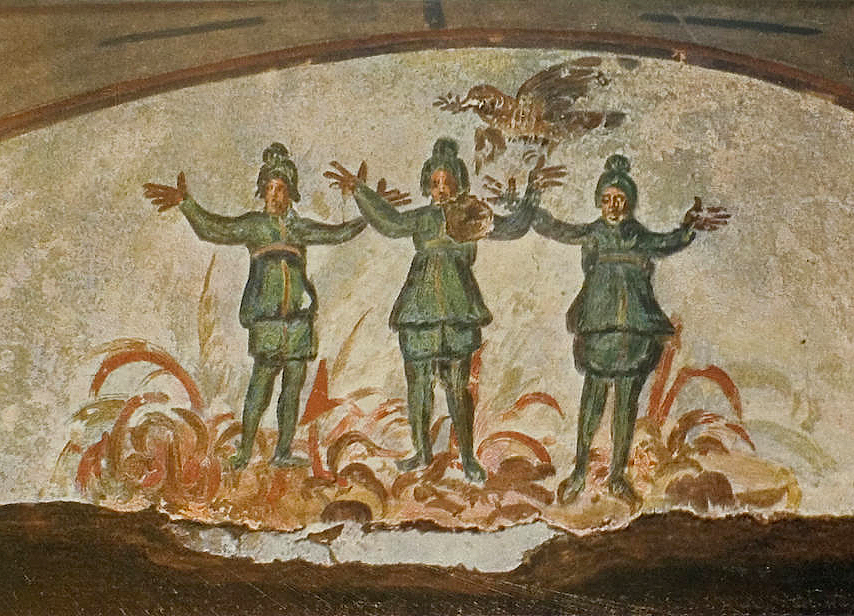
Die Drei Jünglinge im Feuerofen und Taube mit Ölzweig
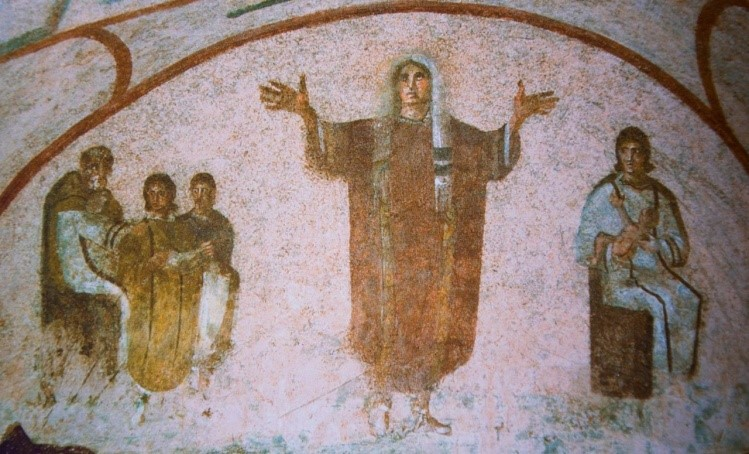
Orans
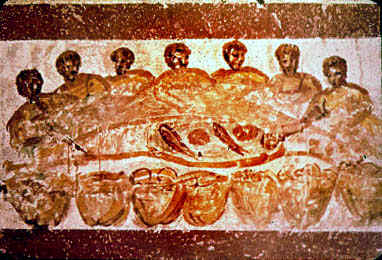
Agapemahl